# Фишер-Блэк, Ниам
Ниам Фишер-Блэк (англ. Niamh Fisher-Black; род. 12 августа 2000, Нельсон) — новозеландская шоссейная велогонщица.

## Карьера
На юниорском возрасте (2016 и 2017 года) дважды становилась чемпионкой Новой Зеландии по велокроссу среди юниоров и призёром чемпионата Новой Зеландии в групповой гонке среди элиты. Приняла участие на чемпионате мира 2018 года в групповой гонке среди юниорок.
В 2020 году стала чемпионкой Новой Зеландии в групповой гонке. Приняла участие в женском Гранд-туре Джиро Донна, заняв 9-е место в генеральной классификации. Выиграла гонку в родной стране Грэвел энд Тар. Выступала за команду Bigla-Katusha.
В 2021 году подписала контракт с командой SD Worx. В её составе приняла участи на таких гонках как Страде Бьянке Донне, Брабантсе Пейл, Льеж — Бастонь — Льеж Фамм, Классика Наварры, Вуэльта Бургоса На Джиро Донне по итогам гонки стала 5-й в генеральной классификации и лучшей молодой гонщицей..
В 2022 самостоятельно заплатила за участие чемпионате мира поскольку Федерация велоспорта Новой Зеландии не могла позволить себе покрыть расходы из-за отсутствия государственного финансирования и потери ключевых спонсоров. На данном чемпионате мира впервые определялись чемпионы мира среди женщин до 23 лет (U23) в групповой и индивидуальной гонках, которые проводились одновременно с элитными категориями (гонщицы обоих возрастны групп стартовали и ехали одну и туже дистанцию вместе). Ниам Фишер-Блэк попадала в категорию U23 и приняла участие в групповой гонке. Непосредственно в элитной категории финишировала 12-й, но среди гонщиц категории U23 показала лучший результат, став первой чемпионкой мира среди женщин в возрасте до 23 лет. После финиша она сказала о победе следующие:
Сначала я не знала сразу, когда пересекла черту [что я выиграл гонку до 23 лет].
Радужная майка есть у очень немногих людей, и это вершина велоспорта, так что иметь её — это нечто особенное… Вершина велоспорта, так что это очень особенное ... Я думаю, что показала, что был сильнейшей гонщикцей до 23 лет в тот день, и ничто не может отнять этого.
Оригинальный текст (англ.)I wasn't aware straightaway at first when I crossed the line [that I’d won the under-23 race]."
“The rainbow jersey, very few people have one and it’s the pinnacle of cycling so it’s super special to have...I think I showed I was the strongest under-23 rider on the day and nothing can take away from that.

## Личная жизнь
Получила образование в Колледже Нельсона для девочек.
Младший брат Финн Фишер-Блэк также является велогонщиком.

## Достижения

### Шоссе
2017
3-я на Чемпионат Новой Зеландии — групповая гонка
2020
 Чемпионка Новой Зеландии — групповая гонка
 Чемпионка Новой Зеландии — групповая гонка U23
Грэвел энд Тар
9-я на Джиро Роза
2022
 Чемпионка мира — групповая гонка U23
5-я на Джиро Роза
7-я на Тур Страны Басков
8-я на Вуэльта Бургоса
2024
3-й этап на Джиро д’Италия
7-я на Вуэльта Испании

### Велокросс
2016
 Чемпионка Новой Зеландии — U19
2017
 Чемпионка Новой Зеландии — U19

## Статистика выступления наГранд-турах
| Гонка / Год       | 2020           | 2021           | 2022 |
| ----------------- | -------------- | -------------- | ---- |
| Джиро Роза        | 9              | —              | 5    |
| Тур де Франс Фамм | не проводилась | не проводилась | —    |

## Рейтинги
| Год                 | 2019  | 2020 | 2021 | 2022 | 2023 | 2024 |
| ------------------- | ----- | ---- | ---- | ---- | ---- | ---- |
| Мировой рейтинг UCI | 430-й | 42-й | 63-й | 37-й | 68-й | 39-й |
| Мировой тур UCI     | -     | 53-й | 40-й | 28-й | 42-й | 23-й |
|                     |       |      |      |      |      |      |
| Источник: UCI       |       |      |      |      |      |      |